# Били Лец
Били Лец (на английски: Billie Letts) е американска преподавателка, сценаристка и писателка, авторка на бестселъри в жанра съвременен роман.

## Биография и творчество
Били Лец е родена на 30 май 1938 г. в Тълса, Оклахома, САЩ, в семейството на Бил Гибсън и Вирджиния Барнс.
Учи в Североизточния държавен университет на Оклахома в периода 1956 – 1958 г. През 1958 г. се омъжва за Денис Лец, професор по английски език. Имат трима сина: Трейси Лец – актьор, писател и продуцент, Суан – джаз музикант и Дейн Лец.
В периода 1958 – 1968 е работила като сервитьорка, миячка на прозорци, инструкторка по танци, секретарка на частен детектив и др. След раждането на втория им син съпругът ѝ получава стипендия „Фулбрайт“ за преподавател в Дания и те се преместват от Уилбъртън, Оклахома в Копенхаген, където преживява неочакван културен шок.
След завръщането в САЩ тя продължава образованието си в Южния държавен университет на Мисури и през 1969 г. завършва в бакалавърска степен по английски език. След дипломирането си работи като учител по английски език в Кайро и Пакстън, Илинойс, като начален учител в Дюрант и Филмор, Оклахома, като преподавател по журналистика в Югоизточния университет на Оклахома.
През 1974 г. завършва с магистърска степен Североизточния държавен университет на Оклахома. През 1975 г. е учителка по английски като втори език на виетнамски бежанци и активно работи срещу войната във Виетнам.
Започва да пише на 54 г. Първият ѝ роман „Аз и дъщеря ми“ е публикуван през 1995 г. Той е много добре приет от читателите и критиката, и е удостоен с наградата „Уокър Пърси“ и наградата на Оклахома. През 2000 г. е екранизиран във филма „Там, където е сърцето“ на режисьора Мат Уилямс, с участието на Натали Портман и Ашли Джъд.
Пише още няколко романа и сценарии до 2008 г., когато съпругът ѝ умира от рак. През последните 15 години дотогава ѝ е помагал като рецензент и редактор на произведенията ѝ.
Били Лец умира от усложнения вследствие от остра миелоидна левкемия в Тълса, Оклахома на 2 август 2014 г.

## Произведения

### Самостоятелни романи
- Where the Heart Is (1995)
Аз и дъщеря ми, изд.: ИК „Бард“, София (1996), прев. Людмила Верих
- The Honk and Holler Opening Soon (1998)
- Shoot the Moon (2004)
- Made in the U.S.A. (2008)

### Документалистика
- You'Ve Got Mail, Billie Letts (1999)

### Филмография
- 2000 Там, където е сърцето, Where the Heart Is
- 2007 Veritas, Prince of Truth